# Striesa (Oschatz)
Striesa ist ein Ortsteil der Stadt Oschatz im Landkreis Nordsachsen in Sachsen.

## Geographie und Verkehrsanbindung
Striesa liegt westlich des Stadtkerns von Oschatz. Unweit nördlich erhebt sich 175 m hohe Eichberg. Weiter entfernt nördlich verläuft die B 6.